# Бычков, Семён Трофимович
Семён Трофи́мович Бычко́в (15 мая 1918 — 4 ноября 1946) — советский военный лётчик, Герой Советского Союза (1943), лишённый званий и наград в 1947 году за коллаборационизм и участие в вооружённых силах Русской освободительной армии Комитета освобождения народов России, воевавших на стороне нацистской Германии во время Великой Отечественной войны.

## Биография

### Происхождение
Родился 15 мая 1918 года в селе Петровка Нижнедевицкого уезда Воронежской губернии (ныне Нижнедевицкого района Воронежской области). Окончил аэроклуб (1938), Борисоглебское авиационное училище имени В. П. Чкалова (1939).

### Служба в Красной армии
В Красной Армии с 16 января 1939 года. Окончил Борисоглебскую высшую авиационную школу пилотов им. В. П. Чкалова (5 ноября 1939 года). Проходил службу в 12-м запасном авиационном полку.
С 30 января 1940 года — младший лейтенант. С 16 декабря 1940 года — младший лётчик 42-го истребительно-авиационного полка, затем пилот 287-го истребительно-авиационного полка. С 25 марта 1942 года — лейтенант, затем старший лейтенант. С 20 июля 1942 года — заместитель командира эскадрильи.
В июле 1942 года С. Т. Бычков был признан военным трибуналом виновным в совершении аварии, повлекшей поломку самолёта, и осуждён на 5 лет исправительно-трудовых лагерей. Согласно применению примечания 2 к статье 28 УК РСФСР реальный срок был заменён условным с отправкой на фронт. Учитывая личные заслуги в деле борьбы с немецко-фашистскими оккупантами, 1 октября 1942 года Военный совет своим решением за № 037/44 снял с С. Т. Бычкова судимость. 
Приказом по войскам Сталинградского фронта № 57/н от 23 октября 1942 года за образцовое выполнение боевых заданий, командования на фронте борьбы с немецкими захватчиками и проявленные при этом доблесть и мужество, лейтенант С. Т. Бычков был награждён орденом Красного Знамени. 
С 28 мая 1943 года — капитан. В 1943 году — штурман 937-го истребительного авиационного полка, заместитель командира 482-го истребительного авиационного полка 322-й истребительной дивизии.
23 августа 1943 года Приказом по войскам 15-й Воздушной армии № 44/н за образцовое выполнение боевых заданий командования на фронте борьбы с немецкими захватчиками и проявленные при этом доблесть и мужество капитан С. Т. Бычков был награждён вторым орденом Красного Знамени.

2 сентября 1943 года присвоено звание Герой Советского Союза с награждением орденом Ленина и медалью «Золотая Звезда» за лично сбитые 15 самолётов противника и 1 сбитый в группе (по данным наградного листа, по исследованию М. Ю. Быкова, к моменту представления на счету Бычкова были 10 личных и 5 групповых побед). В представлении к награждению говорилось, что Бычков 

Проявил себя отличным лётчиком-истребителем, у которого отвага сочетается с большим мастерством. В бой вступает смело и решительно, проводит его в большом темпе, навязывает свою волю врагу, используя его слабые стороны. Проявил себя отличным командиром-организатором групповых воздушных боёв.

10 декабря 1943 года капитан Бычков был сбит огнём зенитной артиллерии противника и раненым взят в плен.

### Служба в РОА
Содержался в лагере в районе Сувалок, затем в Морицфельде. В начале 1944 года полковник Виктор Мальцев, сотрудничавший с немецкими властями ещё с 1941 года, убедил его вступить в состав авиационной группы «Остланд». На следствии в 1946 году Бычков утверждал, что пошёл на этот шаг под сильнейшим давлением — так, другой Герой Советского Союза Бронислав Антилевский, к тому времени уже пошедший на сотрудничество с немецкими властями, якобы избил его совместно с другими власовцами. По словам Бычкова, трижды с ним беседовал и агитировал вступать в РОА и сам генерал Власов. Однако, по другим данным, Бычков принял решение добровольно, а с Антилевским они были друзьями.
Участвовал в перегонах самолётов с авиазаводов на полевые аэродромы Восточного фронта, а также в антипартизанских боевых действиях в районе Двинска (Даугавпилс). Совместно с Антилевским, письменно и устно обращался к пленным советским лётчикам, с призывами сотрудничать с немцами.
После расформирования группы «Остланд» в сентябре 1944 года Бычков прибыл в Хеб, где под началом Мальцева принимал активное участие в формировании 1-го авиационного полка ВВС КОНР. Был назначен командиром 5-й истребительной эскадрильи имени полковника А. А. Казакова. 5 февраля 1945 года был произведён в звание майора.

### Выдача и казнь
В конце апреля 1945 года сдался американским войскам, вместе с другими «власовскими» лётчиками был интернирован во французский город Шербуре, а в сентябре 1945 года передан советским властям на основании ялтинских соглашений. 24 августа 1946 года С. Т. Бычков был осуждён Военным трибуналом Московского военного округа и приговорён по статье 58.1-Б УК РСФСР к высшей мере наказания — расстрелу. На другой день он подал в Военную коллегию Верховного Суда СССР прошение о помиловании. Прошение было отклонено, и приговор в отношении С. Т. Бычкова был приведён в исполнение 4 ноября 1946 года.

## Некрография
Указом Президиума Верховного Совета СССР от 21 марта 1947 года С. Т. Бычков был лишён всех наград и звания Героя Советского Союза.